# Данилов Лев Стефанович
Данилов Лев Стефанович (19 квітня 1926, Владивосток, РРФСР, СРСР — 22 вересня 1991, Москва) — російський кінорежисер. Лауреат Ленінської премії (1980).

## З життєпису
Народився 19 квітня 1926 р. в м. Владивосток в родині службовця. Учасник Німецько-радянської війни. Закінчив режисерський факультет Всесоюзного державного інституту кінематографії (1951, майстерня І.Савченка).
Працював на Далекосхідній студії телебачення, в 1956—1957 рр. — на Одеській кіностудії, де поставив фільм «Матрос зійшов на берег» (1957, у співавт. з Г. Ароновичем).
З 1958 р. працює на Центральній студії документальних фільмів у Москві. Створив стрічку «Велика Вітчизняна. Звільнення України» (1979, Ленінська премія, 1980).